# Sulpicia (femme de Lentulus Cruscellio)
Pour les articles homonymes, voir Sulpicia.
Sulpicia (vers 69 - 14 av. J.-C.) est l'épouse de Lucius Cornelius Lentulus Cruscellio, fils de Lucius Cornelius Lentulus Crus.  
Elle est la fille de Tullia ("Julia") Caesaris (vers 86 - 34 av. J.-C.) et de Servius Sulpicius Rufus (vers 106 - 43 av. J.-C.). 

## Biographie
L'histoire de Sulpicia ressemble beaucoup à celle de Curia. Son mari a également été condamné hors la loi et proscrit par les triumvirs la même année en 43 av. J.-C.. Il s'enfuit secrètement de Rome et rejoint l'armée de Sextus Pompeius en Sicile. Quand elle apprend où il est en sécurité, elle le rejoint. Mais ce ne fut pas facile. Sa mère, avec qui elle a une relation proche, la surveille de très près afin qu'elle ne parte pas rejoindre son mari en exil. Cependant Sulpicia ruse et se déguise comme une petite fille esclave. Emmenant avec elle quatre petits esclaves, deux filles et deux garçons, elle s'échappe des yeux vigilants de sa mère. N'ayant pas peur d'être persécutée, elle est très dévouée à son mari et prête à risquer sa vie pour son amour. À son arrivée en Sicile, elle découvre rapidement où se trouve Lentulus. Alors qu'il est préteur son attitude ne le reflète pas. Il a été trouvé dans le caniveau, les cheveux négligés, mangeant de la nourriture avariée, en deuil de sa charmante épouse. 
Elle est l’une des trois femmes citées par Valerius Maximus comme exemples de femmes à la moralité exceptionnelle. Les deux autres sont Tertia Aemilia et Curia. 

### Sources primaires
- Appian, Les guerres civiles, livre quatre [39]
- Valerius Maximus, Actions et paroles mémorables 6.7.1-3.

### Sources secondaires
- Dictionary of Greek and Roman Biography and Mythology page 733 (v. 2)
- Dictionary of Greek and Roman Biography and Mythology, page 943 (v. 3)
- The Education of a Christian Woman: A Sixteenth-Century Manual By Juan Luis Vives, pp. 187, 338, 342; University of Chicago Press (2000);  (ISBN 0-226-85815-4)